# Lord (film)
Lord este un film românesc din 2009 regizat de Adrian Sitaru. Rolurile principale au fost interpretate de actorii Sergiu Costache, Andreea Samson, Adrian Titieni.

## Distribuție
Distribuția filmului este alcătuită din:
- Andreea Samson — Nadia
- Vlad Vodă
- Karen Wallet
- Roza Matei
- Adrian Titieni — Tatăl
- Sergiu Costache — Toni
- Petre Vâlcu
- Eliza Tițu
- Cristina Ivan